# Château de Bellevue

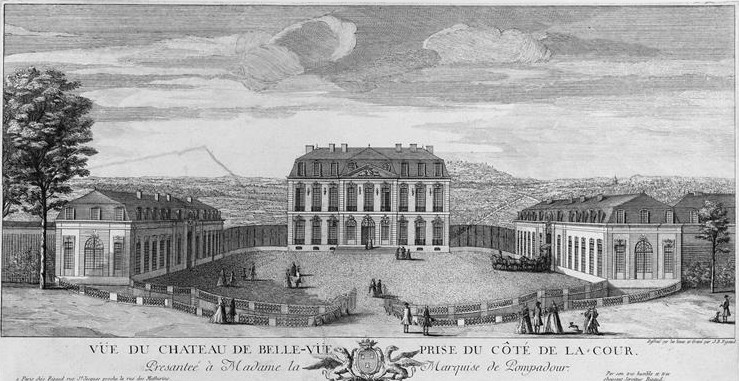
Château de Bellevue.

Château de Bellevue var ett lustslott mellan Paris och Versailles, uppfört 1748–1759 åt Madame de Pompadour och förstört under franska revolutionen.